# Friedrich von Zeppelin

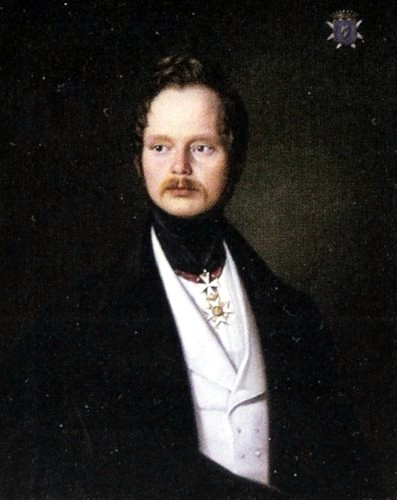
Graf Friedrich von Zeppelin auf einem Gemälde aus dem Jahre 1838

Friedrich Jerôme Wilhelm Karl Graf von Zeppelin (* 29. November 1807 in Ulm; † 25. März 1886 in Emmishofen) war ein deutscher Hofbeamter und Unternehmer.

## Leben
Graf Friedrich von Zeppelin war der Sohn des württembergischen Staatsministers Ferdinand Ludwig von Zeppelin. Er war fürstlicher Hof- und Regierungsrat in Hohenzollern-Hechingen und Hohenzollern-Sigmaringen. Während seines Studiums wurde er 1825 Mitglied der burschenschaftlichen Brauchverbindung/Commentverbindung Tübingen. 1834 hatte er die Stelle eines Oberhofmarschalls in Sigmaringen inne.
Von Zeppelin heiratete die Konstanzer Fabrikantentochter Amélie Françoise Pauline Macaire d’Hogguèr (1816–1852). Das Paar wohnte zunächst in Sigmaringen, zog aber um 1837 nach Konstanz. Dort war Friedrich von Zeppelin seit 1836 an der Baumwollfabrik und dem Bankhaus seines aus Genf stammenden Schwiegervaters David Macaire d’Hogguèr (1775–1845) beteiligt. Dieser schenkte dem Paar zu Weihnachten 1840 das Schloss Girsberg in Emmishofen am Ufer des Bodensees, wo die Familie fortan wohnte.
Die drei Kinder des Paares waren:
- Eugenie (* 11. Januar 1836; † 8. Juni 1911) ⚭ Wilhelm Friedrich Karl von Gemmingen (* 12. Oktober 1827; † 6. Januar 1920)
- Ferdinand (* 8. Juli 1838; † 8. März 1917), Pionier der Luftschifffahrt (Zeppeline) ⚭ Isabella von Wolff (* 4. Mai 1846; † 2. Februar 1922)
- Eberhard (* 22. Mai 1842; † 30. Oktober 1906) ⚭ Sophie von Wolff (* 20. September 1840; † 28. Oktober 1919)